# Svennevadsån

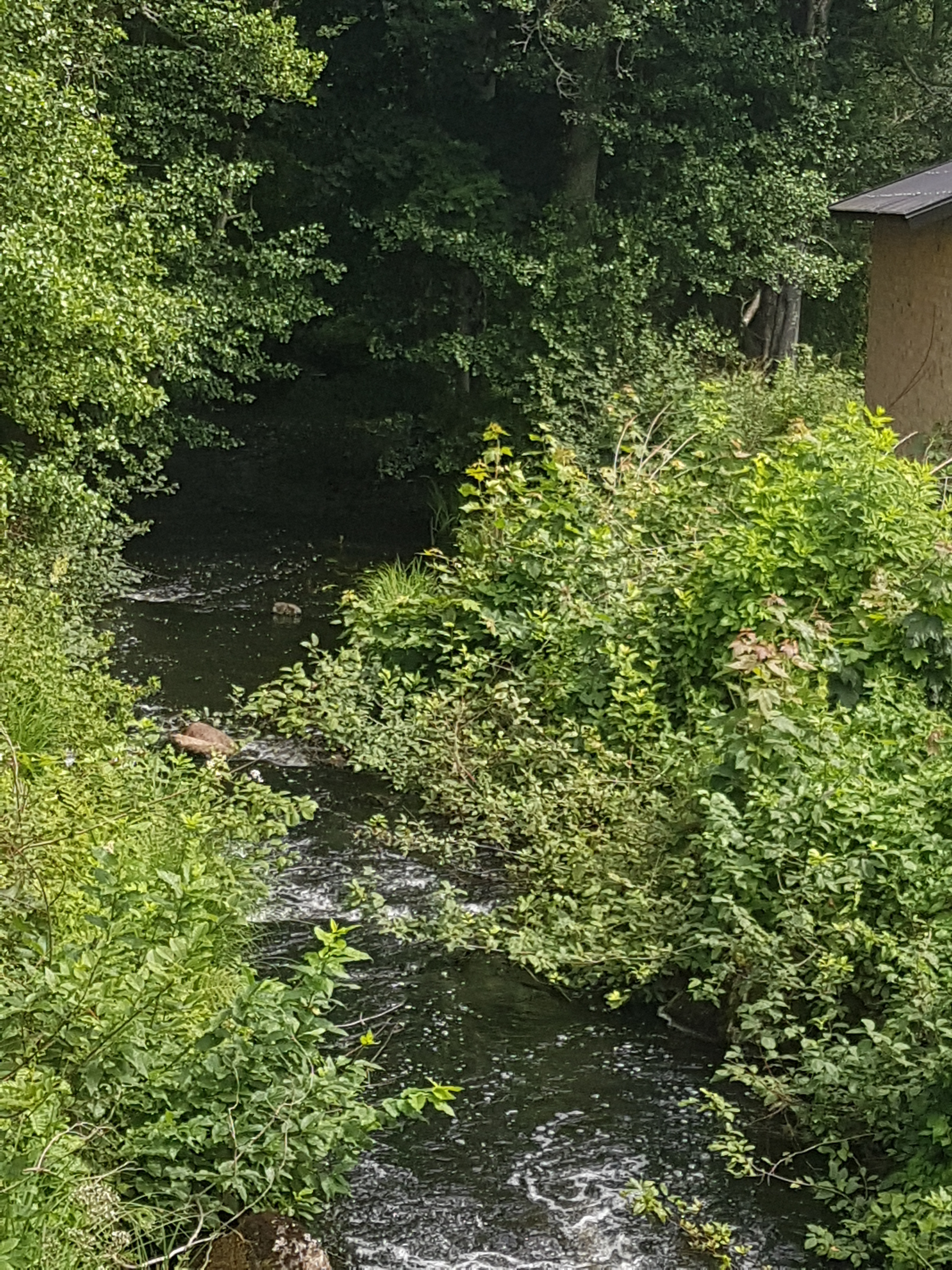
Skogaån mot öster vid fallet i Skogaholm

Svennevadsån är en å i den sydöstra delen av Örebro län. Ån börjar i sjön Tisaren söder om Hallsberg men kallas de första kilometrarna för Skogaån. Efter Skogasjön vid Skogaholms herrgård byter ån namn och rinner därefter i östlig riktning till Svennevad där den mynnar i sjön Sottern. Den totala längden är c:a 12 km. Skogaån-Svennevadsån är en del av Nyköpingsåns avrinningsområde. Ån rinner mestadels genom ett skogslandskap som vid Skogaholm övergår i ett småbrutet odlingslandskap. Ån kantas av en hel del lövträd i kontrast till de omkringliggande barrskogarna. Fiskens vandring hindras av två dämmen i dess övre lopp.

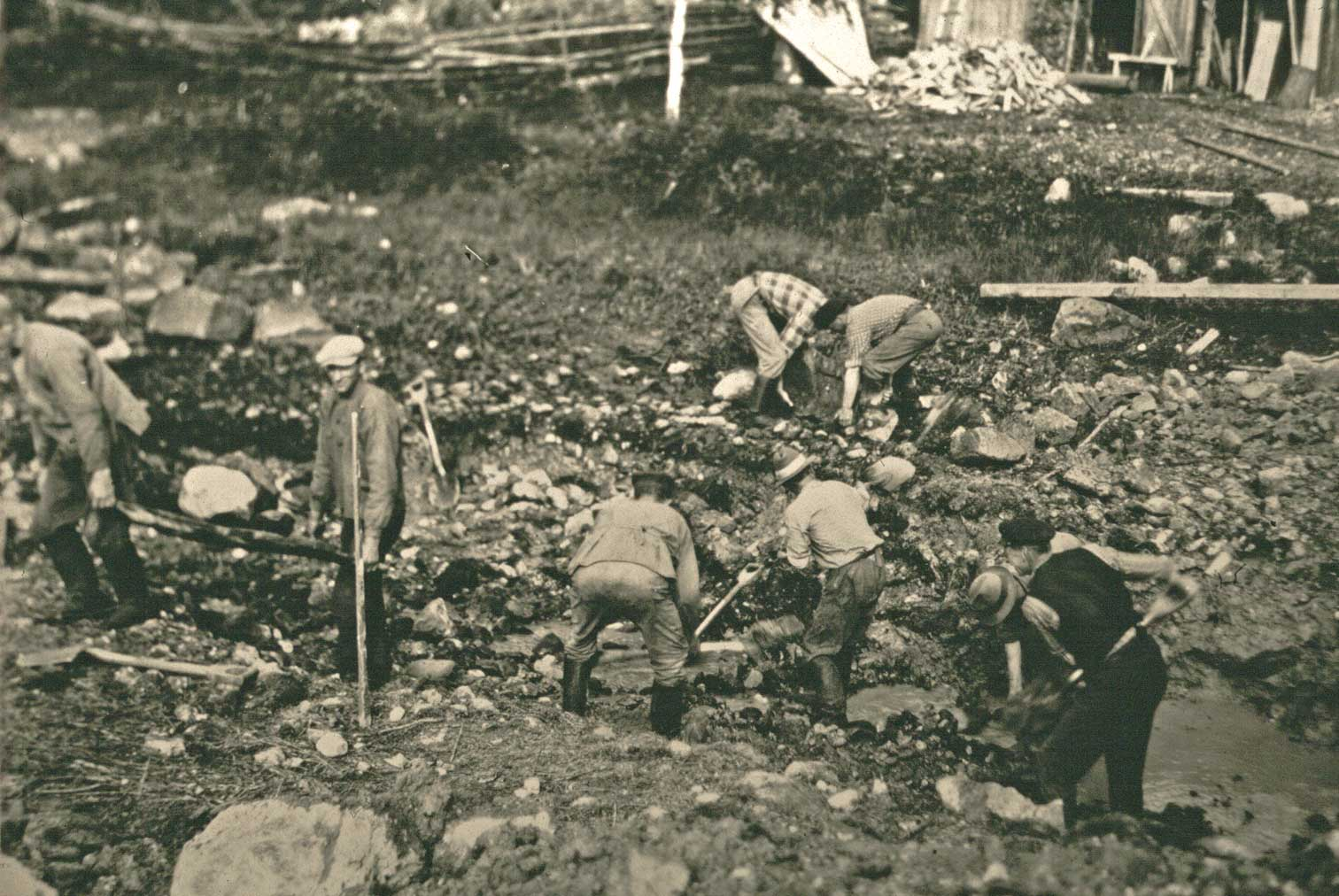
Arbeten i Svennevadsån vid sänkningen av Skogasjön.

I samband med byggandet av kraftverken i Skogaån vid sjön Tisaren och Smedjefallet i Skogaholm genomfördes en sjösänkning i Skogasjön som medförde arbeten längs med Svennevadsån 1930.